# Vinegar Hill (Brooklyn)

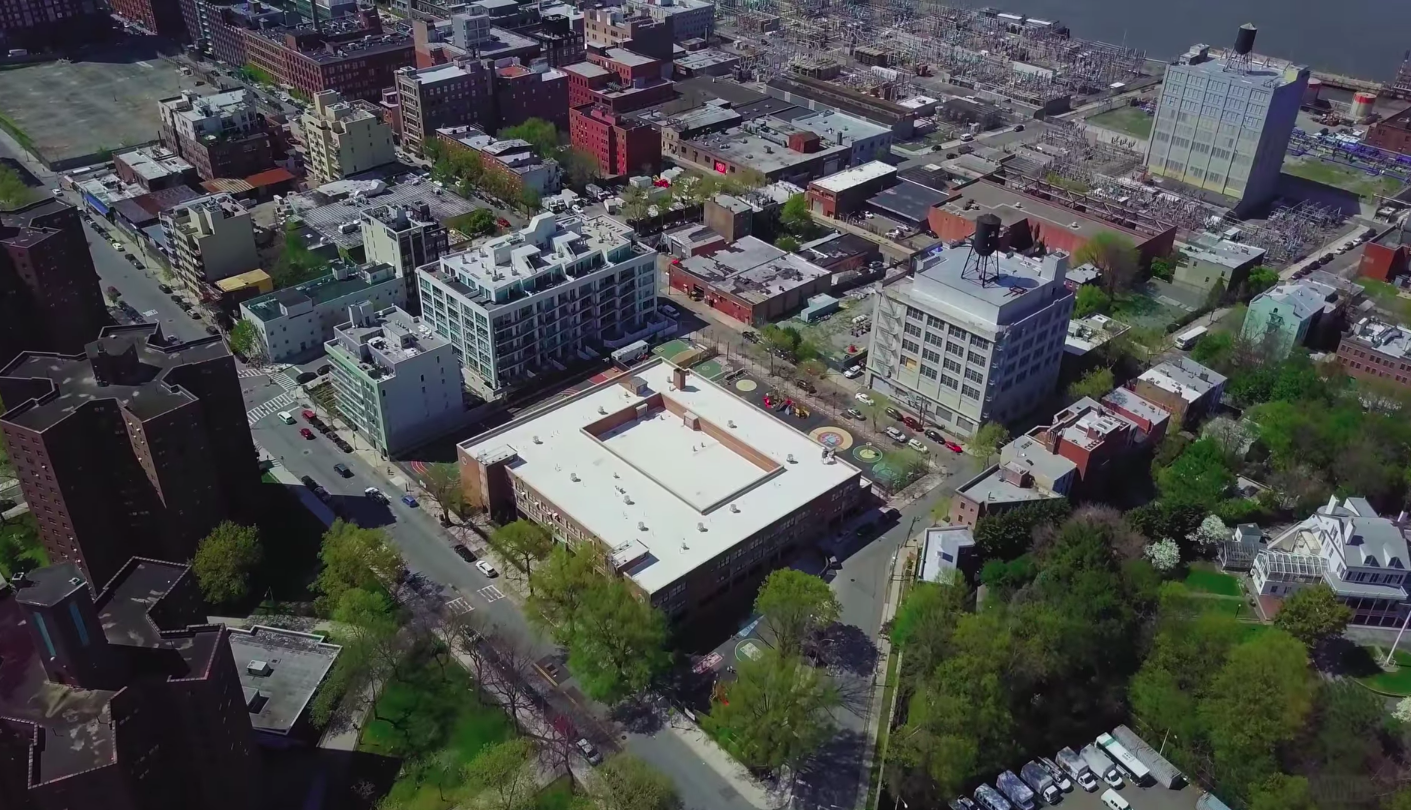
Luftbild von Vinegar Hill

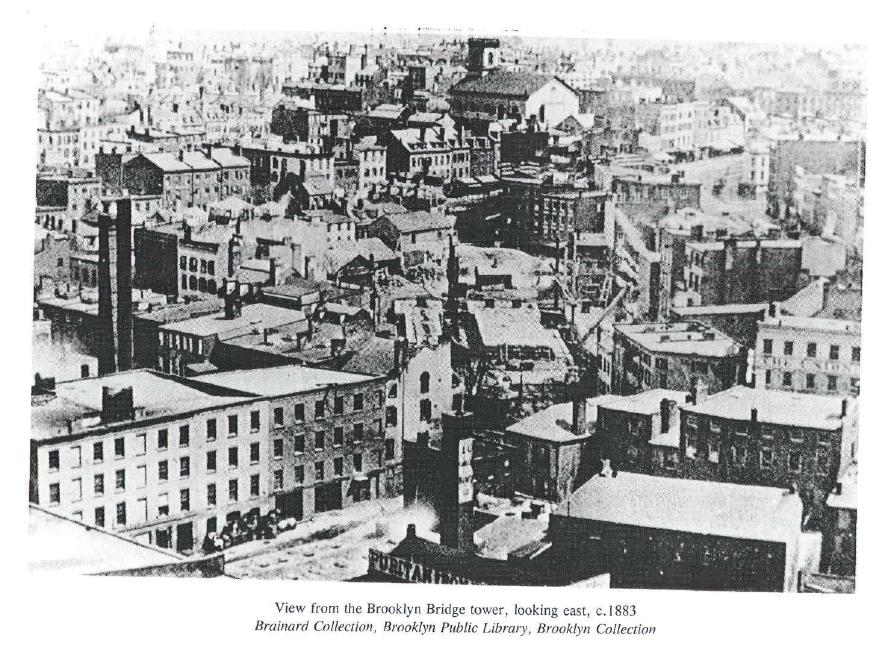
Vinegar Hill im Jahr 1883 vom Pfeiler der Brooklyn Bridge

Vinegar Hill ist ein kleiner Stadtteil im Nordwesten des Stadtbezirks Brooklyn in New York City. Das Viertel liegt am East River und nimmt eine Fläche von 0,26 km² ein. Im Jahr 2020 hatte es laut US-Census 2138 Einwohner, mit dem benachbarten Dumbo waren es zusammen 5948 Einwohner. Der Stadtteil ist Teil des Brooklyn Community District 2 und gehört zum 84. Bezirk des New Yorker Polizeidepartements. Durch den großen irisch-amerikanischen Bevölkerungsanteil ist Vinegar Hill umgangssprachlich auch als „Irishtown“ bekannt.

## Lage
Vinegar Hill erstreckt sich vom East River bis zur York Street im Süden und von der Jay Street im Westen bis zur West Street im Osten. Oft werden auch die Bridge Street im Westen und die Front Street im Süden als Grenze genannt, in dessen Bereich aber nur 547 Menschen leben (2020). Vor dem Bau des Brooklyn–Queens Expressway erstreckte sich das Viertel südlich bis zur Tillary Street. Angrenzende Stadtteile sind Dumbo im Westen, Brooklyn Navy Yard, auch bekannt als New York Naval Shipyard im Osten und Downtown Brooklyn jenseits des Brooklyn–Queens Expressway im Süden. Vinegar Hill ist mit der Linie  der New York City Subway an der Station York Street erreichbar.

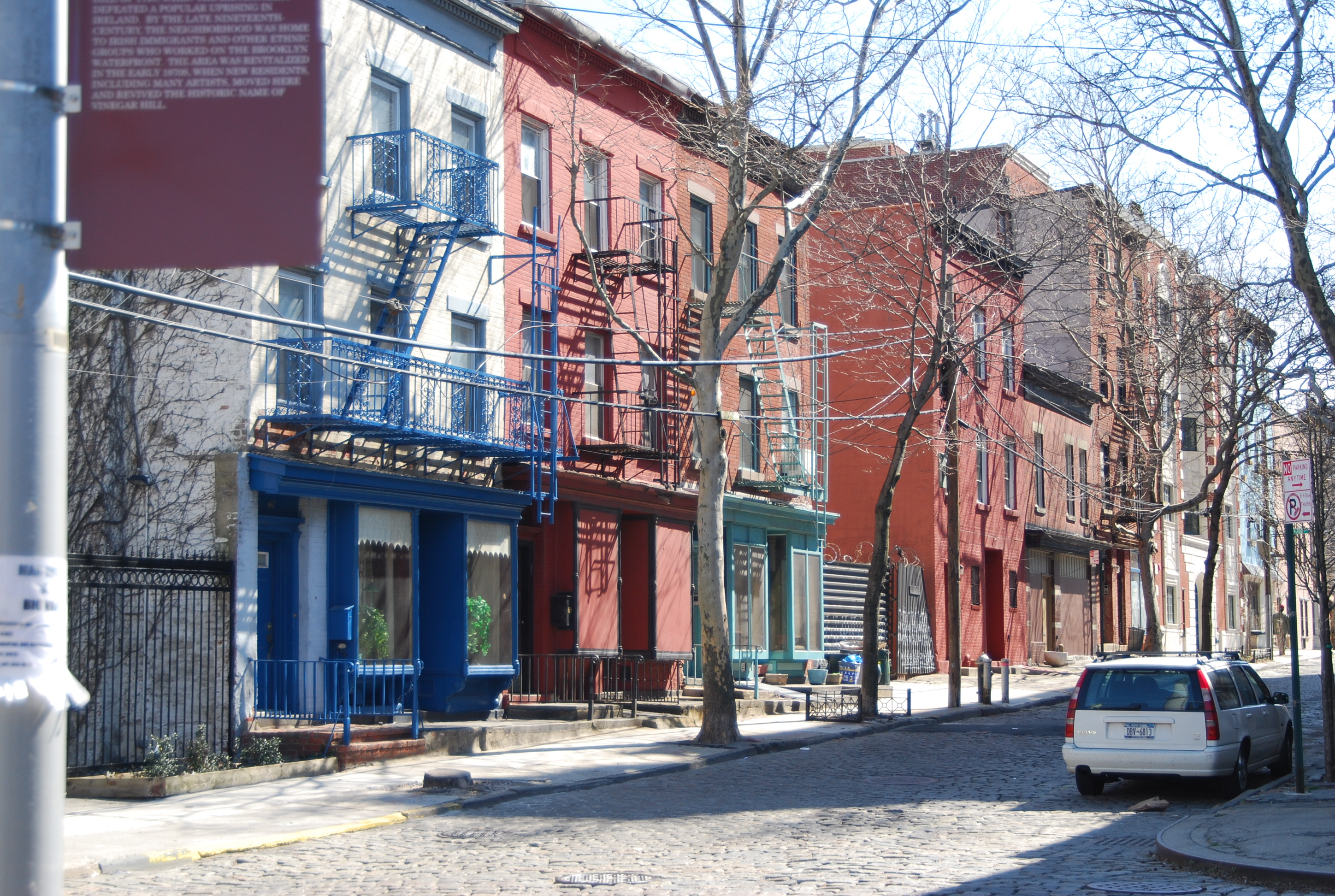
Hudson Avenue in Vinegar Hill

## Geschichte
Ende des 18. Jahrhunderts wurde das Land von dem Bauunternehmer John Jackson sowie den späteren Bankiers und Kongressmitgliedern Comfort und Joshua Sands gekauft. Jackson eröffnete eine Werft am Ende der heutigen Hudson Avenue und erbaute Häuser für die Werftarbeiter in der Umgebung. Anfang des 19. Jahrhunderts verkaufte er Land an die Bundesregierung der Vereinigten Staaten, die hier die New York Naval Shipyard erbauten. Jackson erweiterte die Wohnbebauung für die Arbeiter und Angestellten der Werft, die bis zu 7.000 Menschen beschäftigte. Er gab dem Viertel den Namen Vinegar Hill in Gedenken an die letzte Schlacht des Irisch-Englischen Konflikts, die Schlacht am Vinegar Hill, die am 21. Juni 1798 in Enniscorthy, Irland, stattfand. Im späten 19. Jahrhundert bestand die Bevölkerung dieses Viertels zum großen Teil aus Iren, es war daher auch als Irishtown bekannt. Die Werft, die die Entstehung des Viertels stark geprägt hatte, wurde 1966 schließlich aufgegeben, im Anschluss verwaltete die Stadt New York das Gelände und gründete dort ein Industriegebiet.

## Touristische Bedeutung

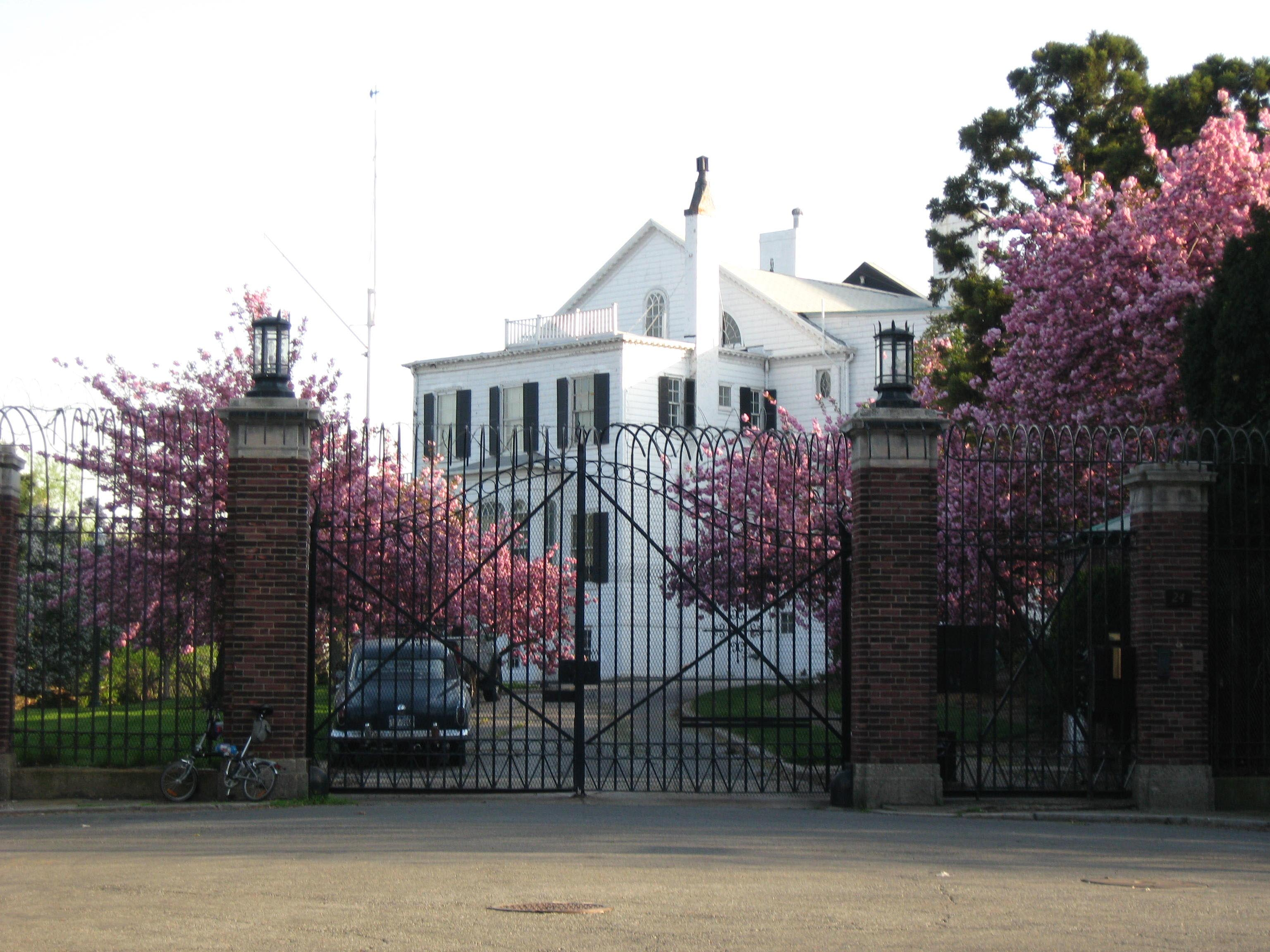
National Historic Landmark Quarters A

Ein Teil des heutigen Viertels wurde als Historic District der Stadt New York ausgewiesen. Dieser umfasst 3 einzelne Teile (Area I-III), an der Front Street, der Water Street und an der Hudson Avenue. Die meisten Gebäude stammen aus dem 19. Jahrhundert, zum Teil findet sich hier reine Wohnbebauung, zum Teil Industriebebauung mit Lagerhäusern und Fabriken. Der Belag einiger Straßen besteht noch aus der originalen Großsteinpflasterung aus Granitblöcken.
An der Ecke Evans und Little Street befindet sich das zwischen 1805 und 1806 im Federal Style erbaute und im National Historic Landmark Register eingetragene Haus Quarters A. Hier wohnte traditionell der Kommandant der Brooklyn Navy Yard. Unter anderem wohnte auch der Commodore Matthew Calbraith Perry ab 1841 für etwa 10 Jahre hier.